# Глик, Рудольф
Рудольф Глик (нем. Rudolf Glickh; 28 февраля 1864, Вена — 9 июля 1945, Вена) — австрийский виолончелист и композитор.

## Биография
Сын врача. По настоянию отца сперва изучал право, затем виолончель у Фердинанда Хельмесбергера и композицию у Франца Якша. На протяжении двух лет играл в оркестре Теобальда Кречмана, затем концертировал как солист, с 1901 г. оркестрант Венской придворной капеллы. С 1902 г. капельмейстер венской Обетной церкви. С 1917 г. преподавал в различных венских музыкальных школах, выступал также как музыкальный критик.
Автор комической оперы «Мастер Лукас» (нем. Meister Lucas; 1891) и оперетты «Буффальмако» (нем. Buffalmaco; 1891) на либретто Б. Гроллера из жизни итальянского художника XIV века. Торжественная месса (лат. Missa solemnis) Глика прозвучала впервые в 1898 году по случаю 50-летия царствования императора Франца Иосифа. Написал также ряд других церковных сочинений, широкий набор произведений для виолончели, оркестровые увертюры и вальсы.